# Petróglifo

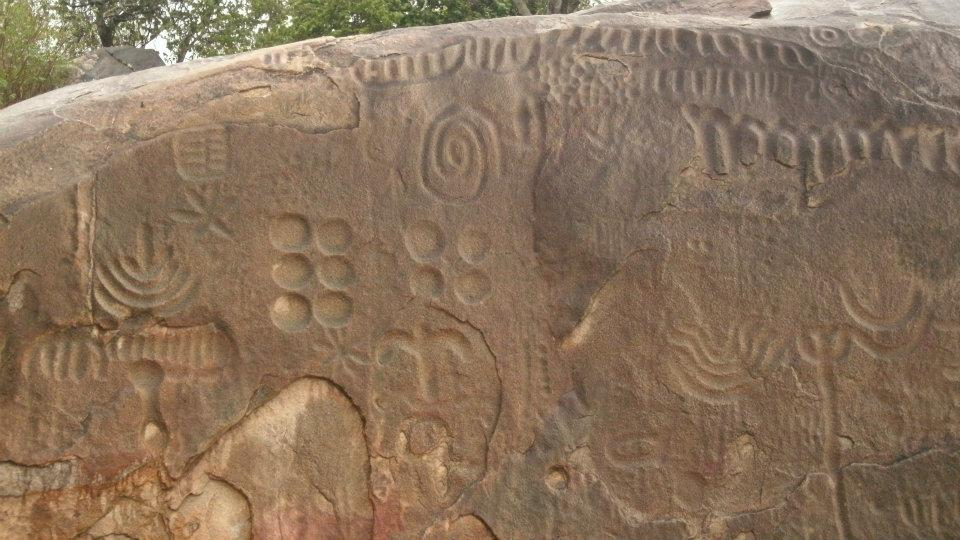
Petróglifos conhecidos como Pedra do Ingá, localizados na cidade de Ingá, na Paraíba, no Brasil. Até hoje, permanece o mistério do propósito e do significado desses petróglifos, que já atraíram diversos pesquisadores.

Petróglifos ou gravuras rupestres (do prefixo latino petra, ae, "rochedo, pedra", este do grego pétra, as, "rochedo, rocha", com o sufixo grego glúphó, "esculpir, gravar") são imagens geometrizadas e representações simbólicas, geralmente associadas, que registram fatos e mitos, gravadas nas rochas das paredes internas e externas de cavernas por populações neolíticas ou calcolíticas. São encontrados em todo o mundo.

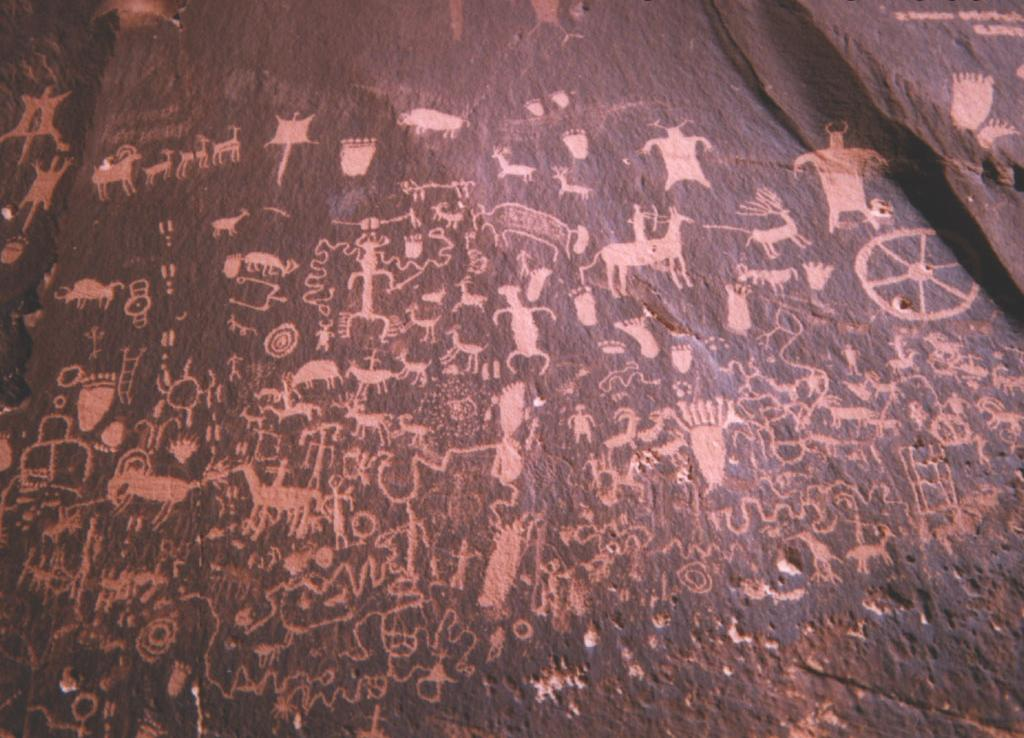
Petróglifos no Canyon Lands National Park, em Utah, nos Estados Unidos.

Não se deve confundir o termo "petróglifo" com pictograma, que é uma imagem desenhada ou pintada. Os petróglifos e os pictogramas pré-históricos formam um conjunto conhecido como arte rupestre.

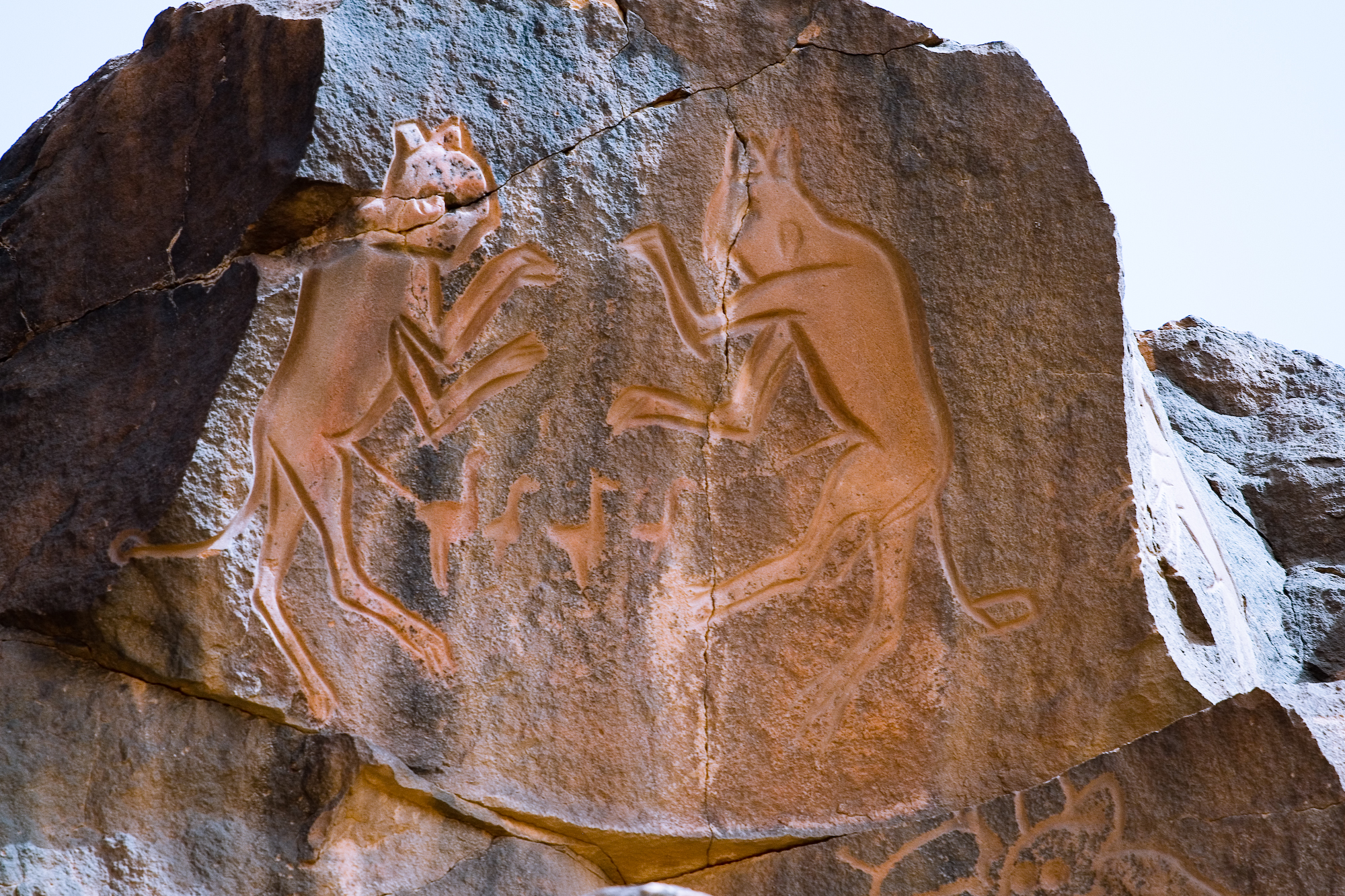
Petróglifos conhecidos como Meercatze (assim chamados pelo arqueólogo Leo Frobenius), no Wadi Methkandoush, na região líbia de Mesak Settafet.

## História
Os petróglifos mais antigos datam do Paleolítico Superior ou do Neolítico, aproximadamente há 10 000 ou 12 000 anos atrás. Ao redor de 7 000 ou 9 000 anos atrás, começaram a aparecer outros sistemas de escrita como a pictografia e os ideogramas. Os petróglifos seguiram sendo muito comuns e algumas sociedades menos avançadas continuaram utilizando-os durante milênios, até o momento de entrar em contato com a cultura ocidental no século XX. Foram encontrados em todos os continentes, excetuando a Antártida, embora se concentrem especialmente em partes da África, Escandinávia, Sibéria, o Sudoeste de América do Norte e Austrália.

## Interpretação

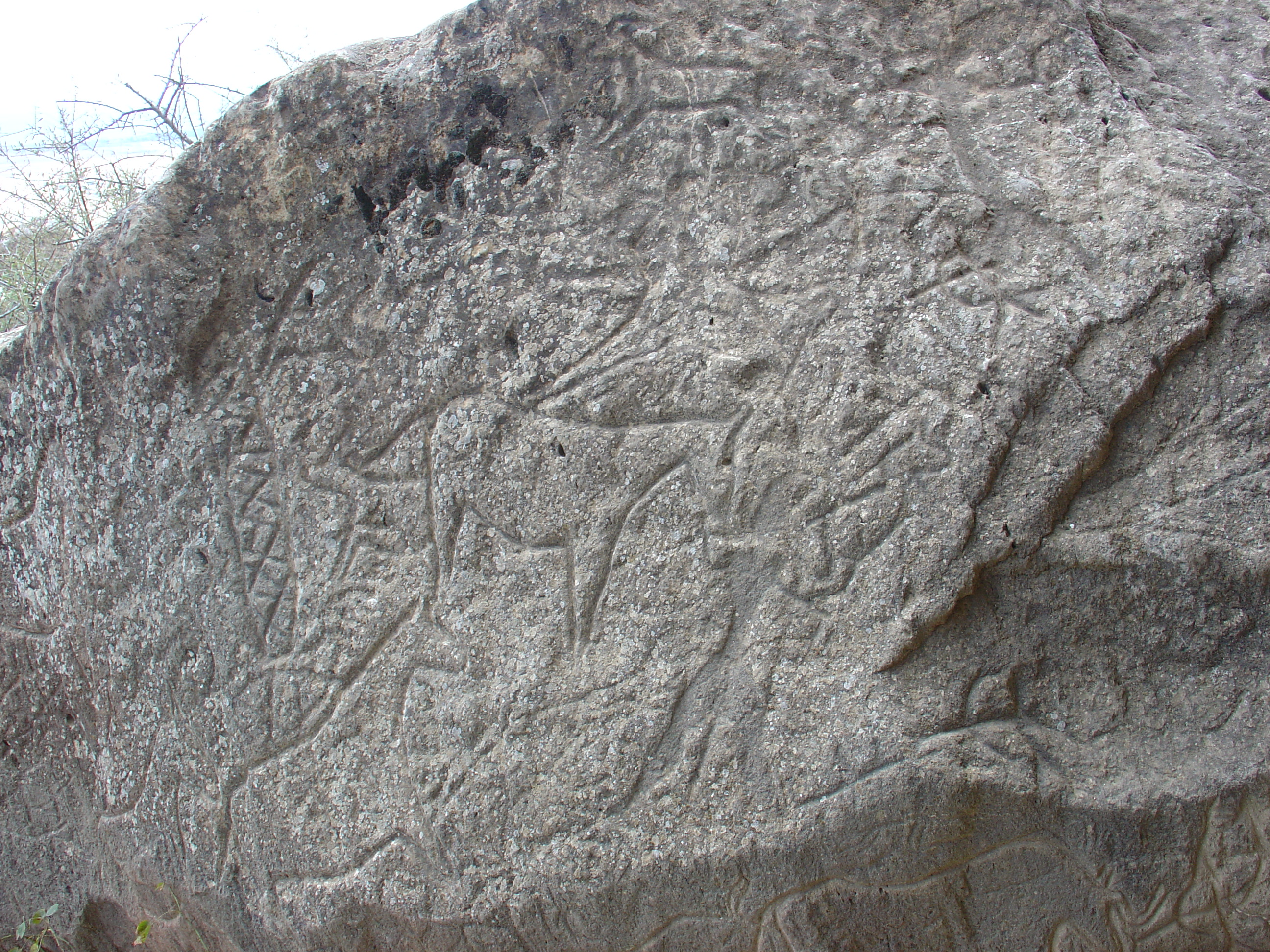
Petróglifos perto de Qobustam, no Azerbaidjão.

Estas imagens talhadas na rocha provavelmente tinham um sentido cultural e religioso muito profundo para as sociedades que as criaram, sentido que em muitas ocasiões se perdeu. Acredita-se que muitos petróglifos representavam algum tipo de linguagem ritual ou simbólica ainda não desvelada. Os glifos mais tardios da Idade do Bronze Nórdica em Escandinávia parece fazerem referência a algum tipo de fronteira territorial entre tribos, além dos significados religiosos que tiverem. Também semelha que existiam dialetos locais ou regionais entre povos da mesma família ou entre vizinhos. As inscrições na Sibéria têm formas que poderiam ser o antecedente das runas, embora não tenha sido encontrada nenhuma relação entre ambos e nem sequer se tenha chegado a compreender seu significado.
Alguns investigadores deram-se conta da similaridade existente entre diferentes estilos de petróglifos encontrados em todos os continentes. Contudo, não deve ser difícil explicar estilos semelhantes, já que todos os seres humanos se inspiraram no que os rodeava. Pode dever-se quer a uma simples coincidência quer às migrações que levaram a cabo os diferentes grupos a partir de uma localização comum, quer a uma origem igual para todos eles. Em 1853, George Tate leu um trabalho no Berwick Naturalist's Club, com o qual John Collingwood Bruce concordava, e no qual se assinalava que os glifos tinham "...uma origem comum, e indicam um significado simbólico com o qual se representa um pensamento popular". Ao catalogar a arte rupestre escocesa, Ronald Morris chegou a contabilizar até 104 teorias diferentes sobre sua interpretação.

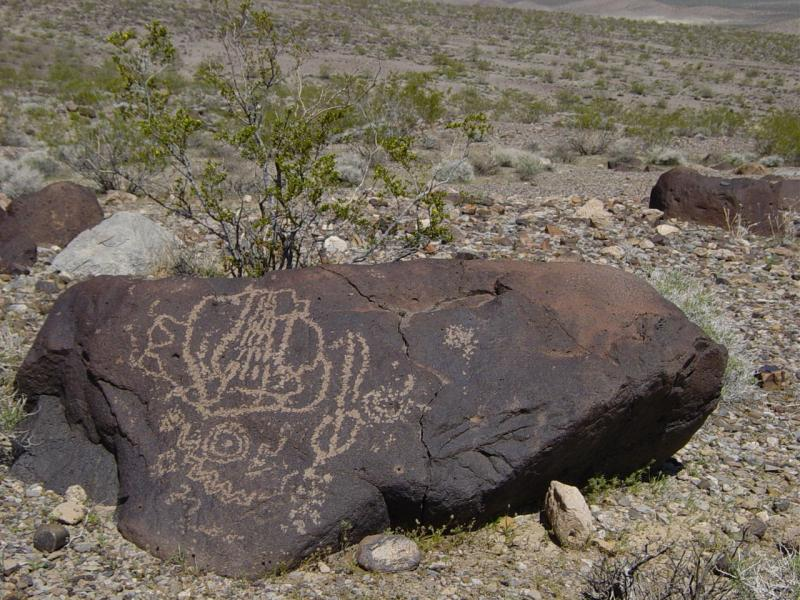
Petróglifo em Mesquite Springs, no Vale da Morte, no Arizona.

Outras teorias, mais controversas, são baseadas na sua maioria na psicologia de Carl Jung e nos estudos do historiador Mircea Eliade, segundo os quais é possível que a similaridade dos petróglifos e de outros símbolos arquetípicos ou atávicos de diferentes culturas e continentes seja o resultado de uma estrutura herdada geneticamente no cérebro humano.
Existem outras teorias que sustêm que os petróglifos foram realizados pelos xamãs num estado alterado de consciência, talvez induzidos pelo uso de alucinógenos naturais. Demonstrou-se que muitos dos modelos geométricos (conhecidos como constantes de forma) que aparecem nos petróglifos e pinturas rupestres estão "enroscados" no cérebro humano, aparecendo muita frequência em problemas de visão e alucinações produzidas pelas drogas, a enxaqueca e outros estímulos.
Os vínculos atuais entre o xamanismo e a arte rupestre, entre o povo San do deserto do Kalahari, foram objeto de estudo pelo Rock Art Research Institute (RARI) da Universidade de Witwatersrand. Embora a arte do povo San se centre na pintura, os motivos que se escondem atrás desta podem lançar um pouco de luz e serem a base para a compreensão de outros tipos de arte, incluindo os petróglifos. Como aparece no sítio web do RARI:
| “ | Ao pesquisarem o conhecimento das crenças do povo San, os investigadores demonstraram que a arte realiza um papel fundamental nas vidas religiosas dos seus pintores. A arte captou coisas que o mundo San viu a partir dos rostos de pedra: o outro mundo habitado por criaturas e espíritos, onde os dançarinos poderiam viajar sob formas animais e donde as pessoas em êxtase poderiam tomar poder e levá-lo ao seu mundo para curar, fazer chover etc. | ” |

## Relação de petróglifos no mundo

### África
- Bidzar, em Camarões
- Niola Doa, no Chade
- Vale do rio Niári, na República do Congo, 250 quilômetros a Sudoeste da capital, Brazavile
- Vale do rio Ogooue, no Gabão
- Akakus, na Líbia
- Yebel Uweinat, na Líbia
- Twyfelfontein, na Namíbia
- Inscrições em forma de girafa a tamanho natural em Dabous Rock, em Montes Air, no Niger
- Bambári, Lengo e Bangassou, no Sul da República Centro-Africana; Bwale a Oeste

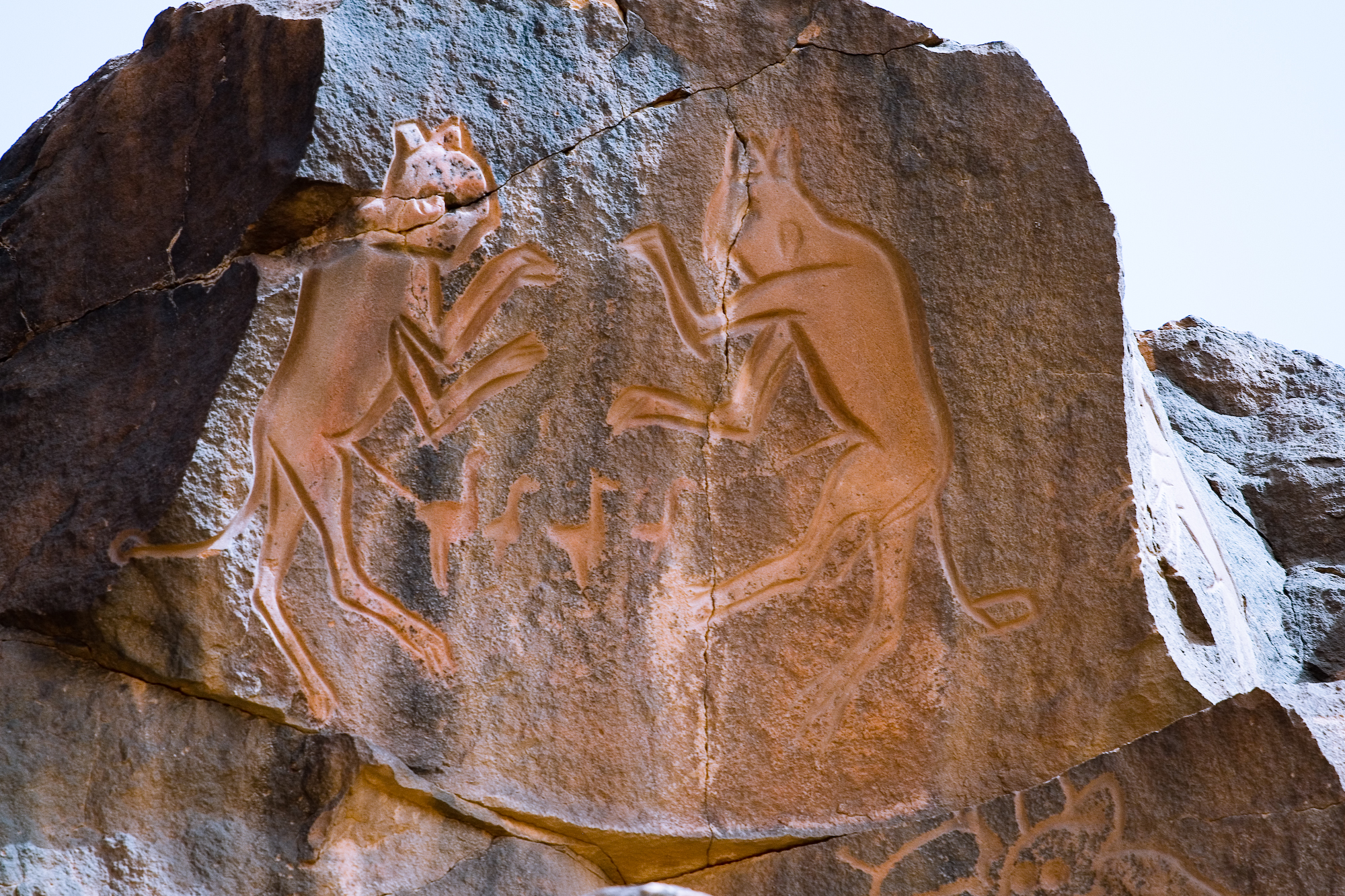
"Meercatze" (chamada assim pelo arqueólogo Leu Frobenius) em Wadi Methkandoush, na região Mesak Settafet da Líbia
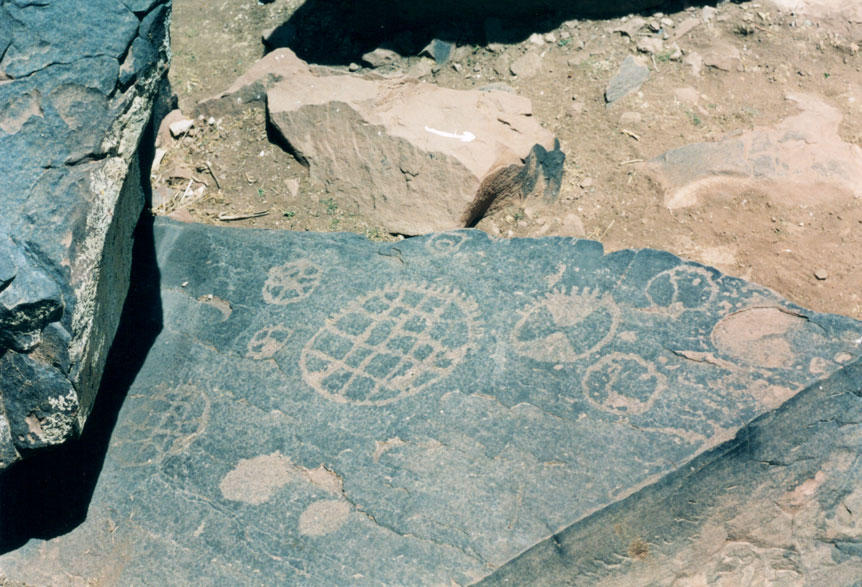
Oukaimeden (Marrocos).
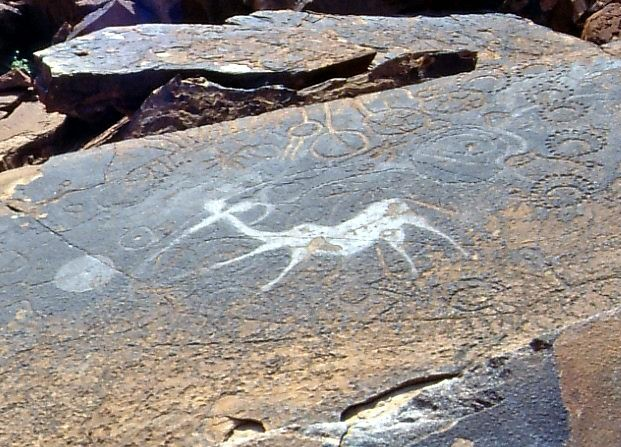
Dancing Kudu Twyfelfontein (Namíbia)
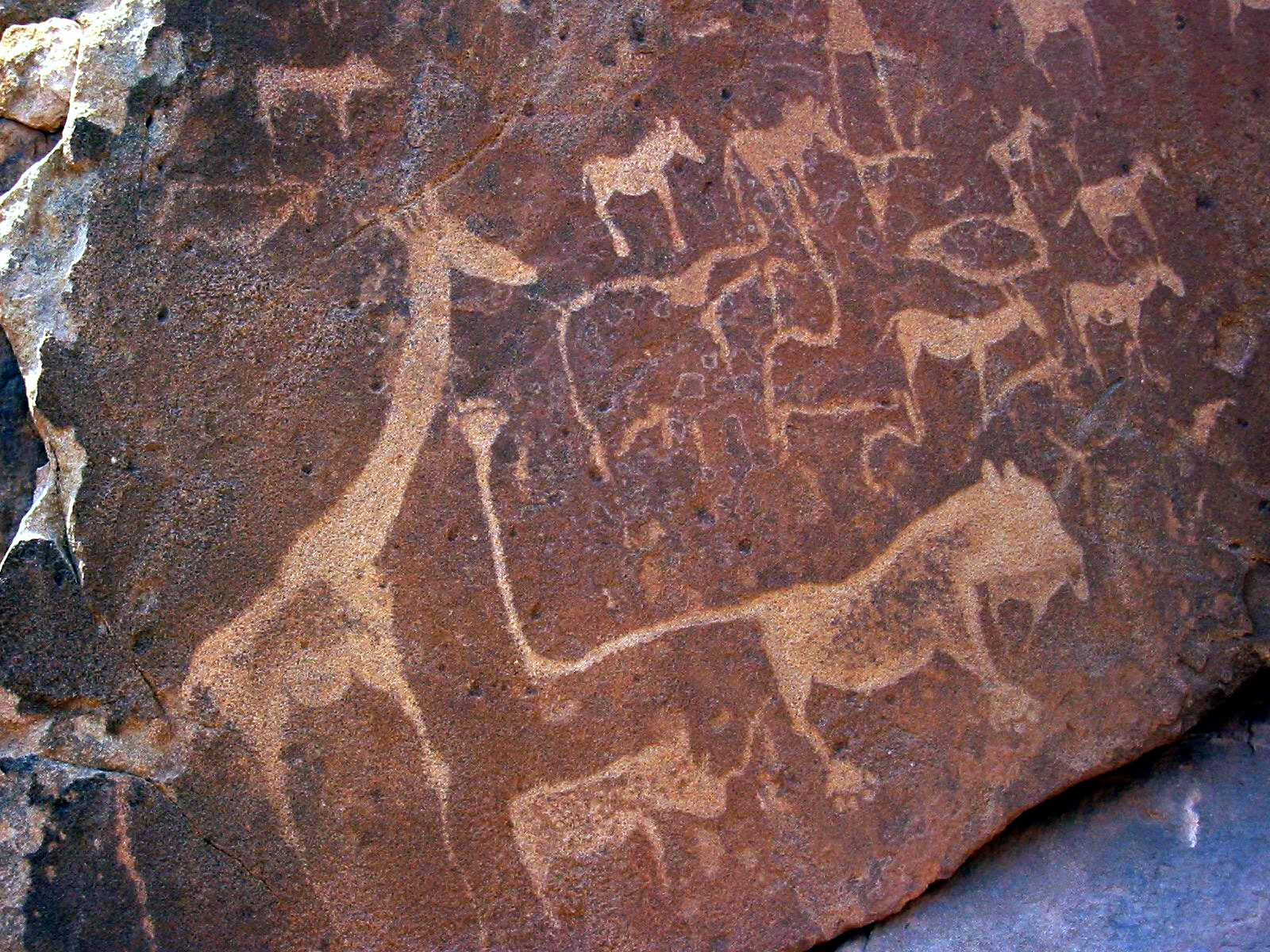
Lion Twyfelfontein (Namíbia)

### Ásia-Pacífico
- Dampier, na Austrália Ocidental
- Arhem Land/Parque Nacional de Kakadu, na Austrália setentrional
- Chumysh, no Cazaquistão, perto de Bisqueque (capital do vizinho Quirguistão)
- Petróglifos Angono em Rizal, nas Filipinas
- Oito sítios em Hong Kong: na ilha Tung Lung, Kau Sai Chau, Cheung Chau, Shek Pik na ilha Lantau, Wong Chuk Hang, Big Wave Bay em Hong Kong e Lung Ha Wan em Sai Kung
- Bhimbetka, na Índia
- Numerosas jazidas em Quirguistão, a maioria nas Montanhas Tie Shan; Cholpom-Alta, o Vale Talhas, Siymaliytash (Saimaluu-Tash) e na colina rochosa chamada Trono de Soleimão em Osh no Vale de Fergana
- Petróglifos e arte rupestre nas regiões do norte do Paquistão

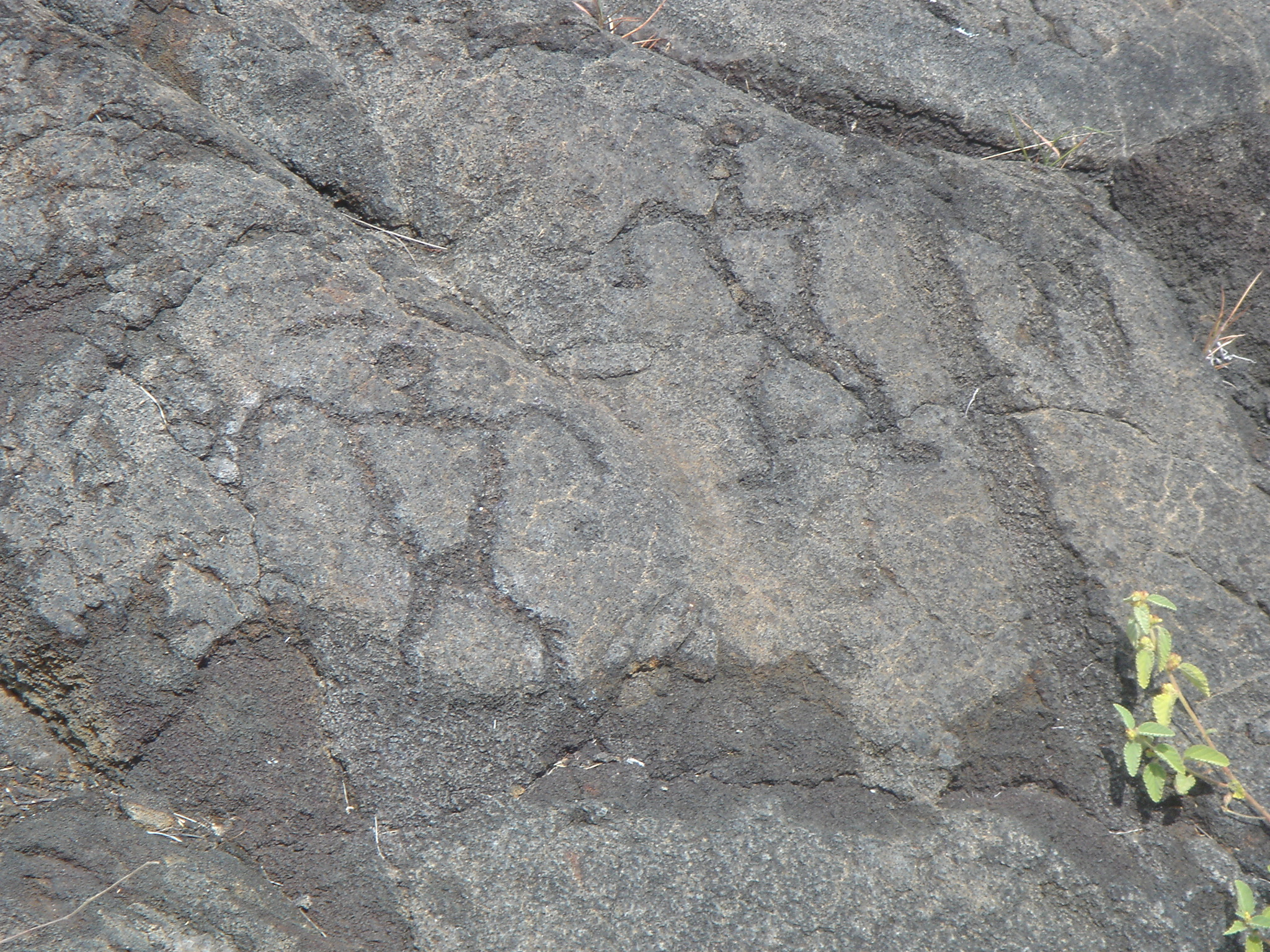
Petróglifos no Parque Nacional Hawaii Volcanoes (Hawaii)
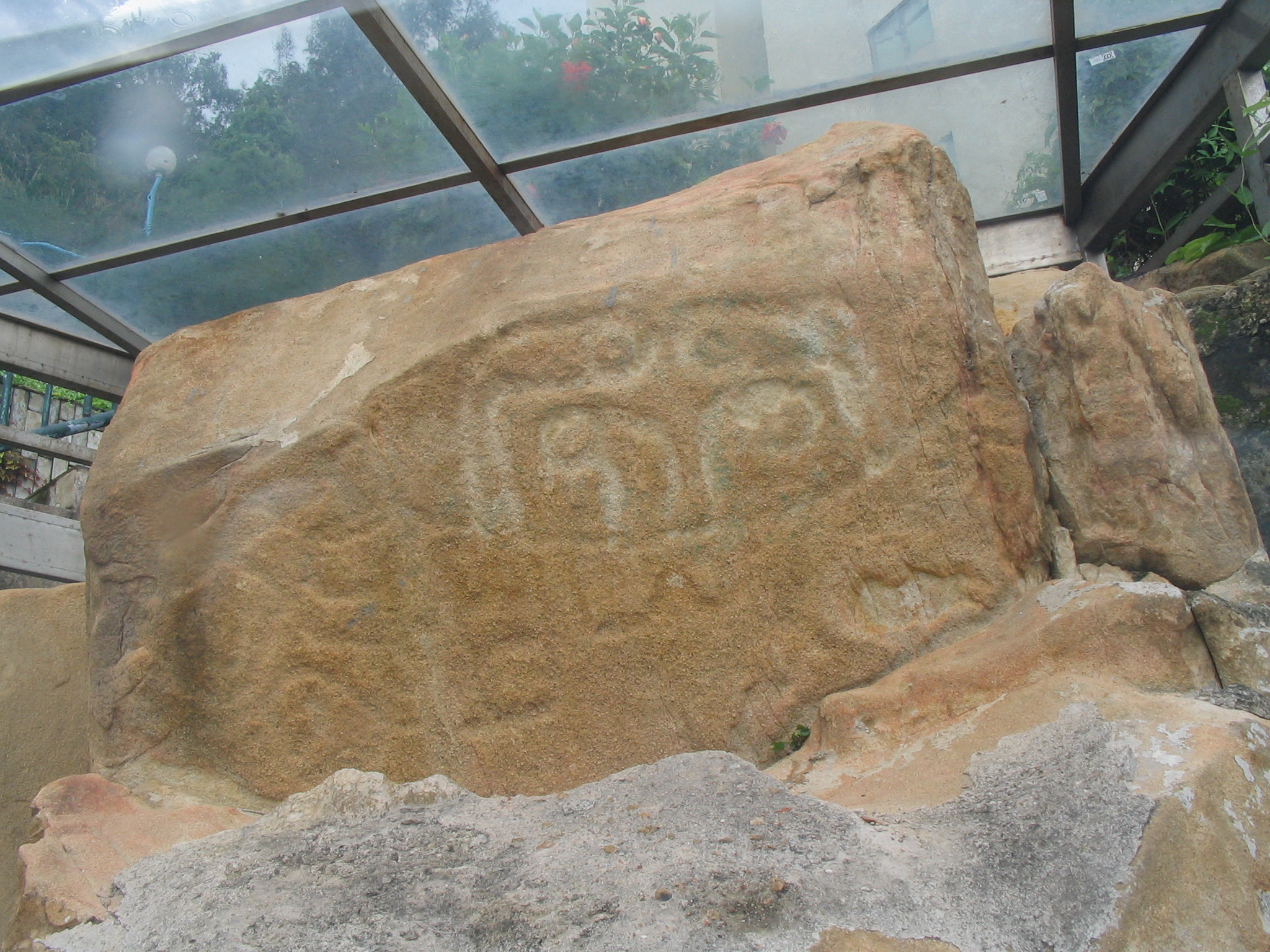
Cheung Chau (Hong Kong)
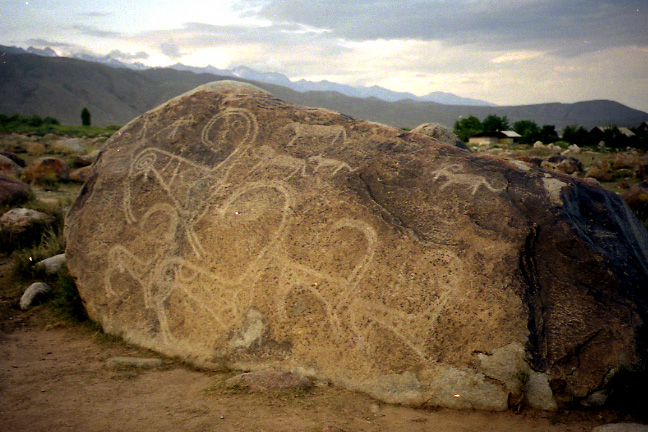
Petróglifos em Cholpon-Até (Quirguistão)

### América do Sul
- Vale do Encanto, no Chile
- Los Petroglifos de Hierbas Buenas, no Chile
- Cumbe Maio, no Peru
- Petróglifos de Miculha, em Tacna, no Peru
- Parque Arqueológico Piedra Pintada, no Estado Carabobo, na Venezuela
- Parque Arqueológico e Paleontológico Taimataima, no Estado Falcão, na Venezuela

#### Brasil
- Pedra do Ingá, no Brasil: gravuras rupestres entalhadas na rocha, localizado no município brasileiro de Ingá no estado da Paraíba.
- Figuras rupestres, Costão do Santinho, em Florianópolis.

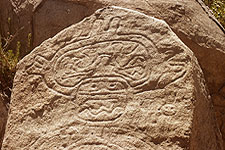
Petróglifos no Vale do Encanto (Chile)
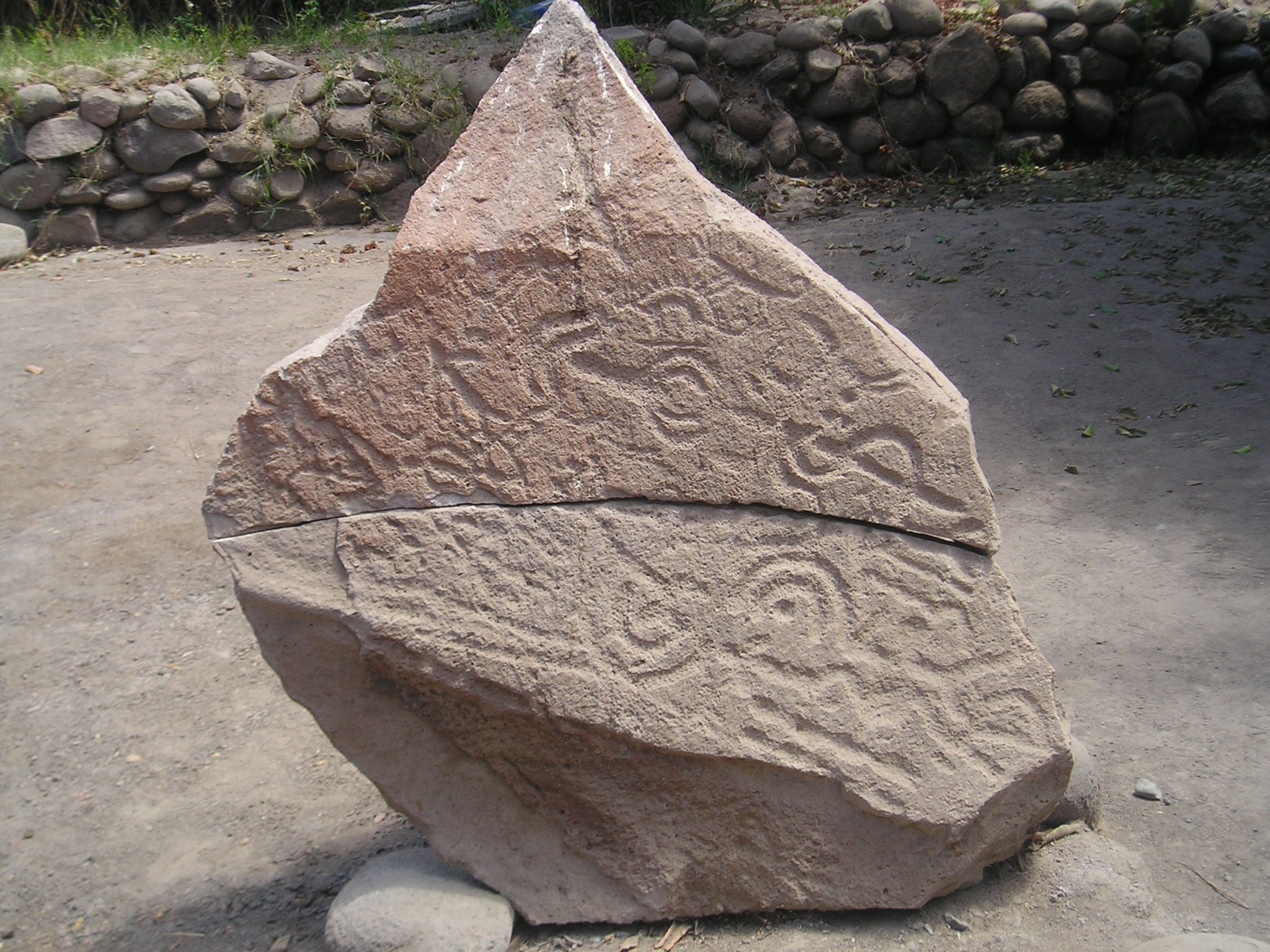
Petróglifo do Vale de Azapa, no Chile
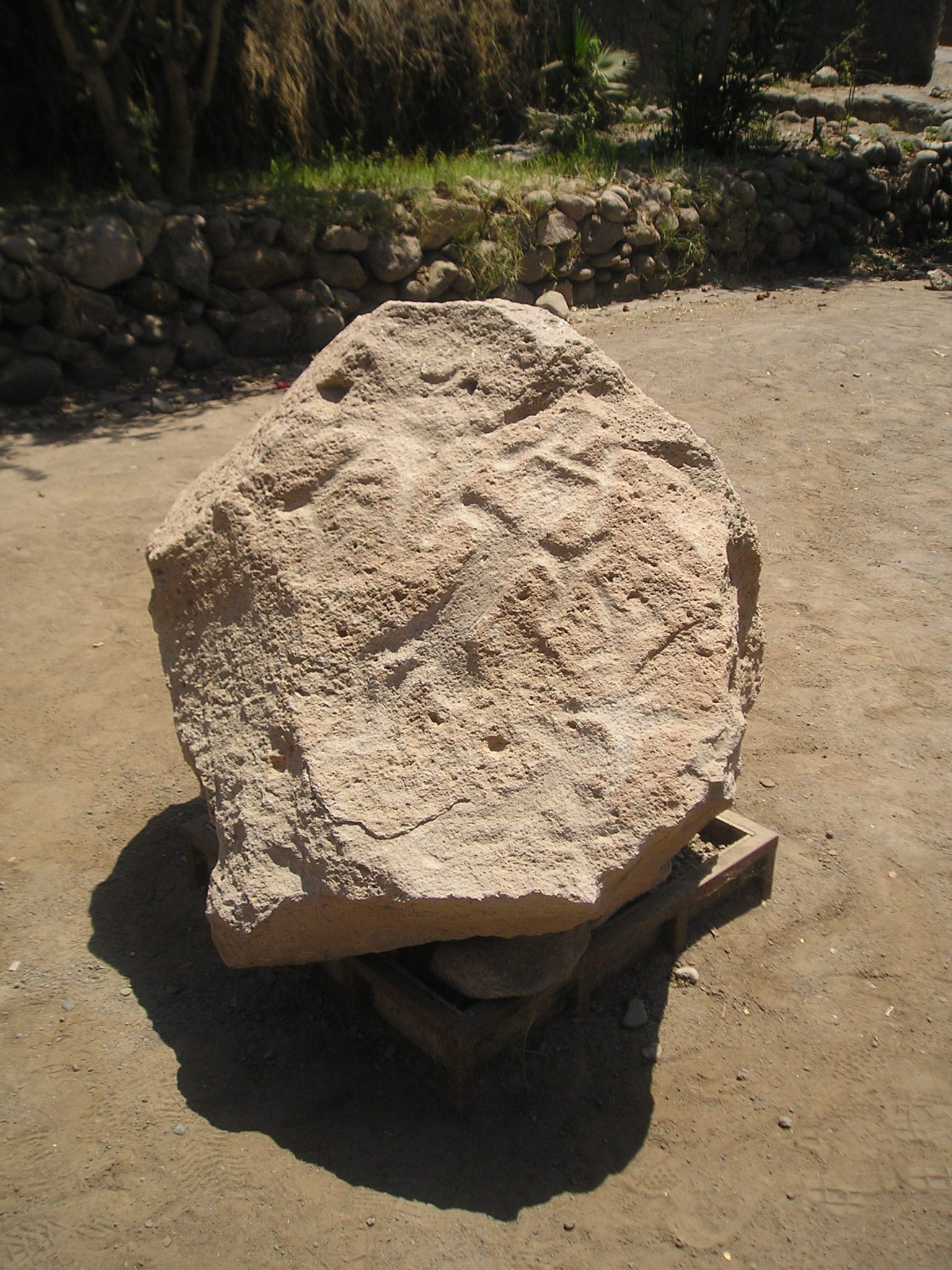
Petróglifo do Vale de Azapa, no Chile
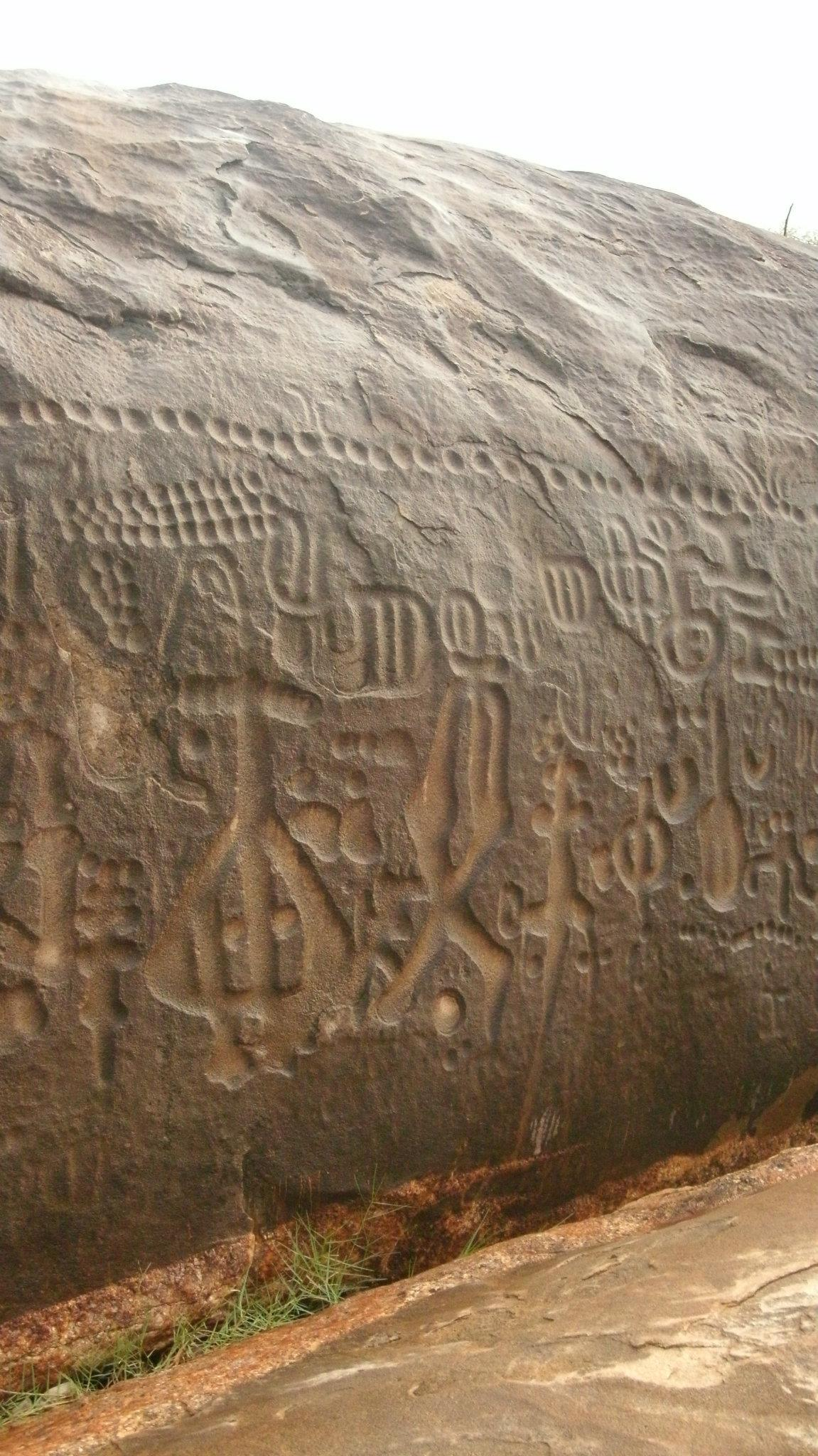
Pedra do Ingá, Brasil

### América do Norte
- Parque Provincial Writing-on-Stone (Parque Provincial da Escritura na Pedra), em Milk River, em Alberta, no Canadá
- Petroglyph Provincial Park (Parque Provincial do Petróglifo) Nanaimo, na Colúmbia Britânica, no Canadá
- Kejimkujik National Park (Parque Nacional Kejimkujik), na Nova Escócia, no Canadá
- Petroglyph Provincial Park (Parque Provincial do Petróglifo), em  Peterborough, em Ontário, no Canadá

- Petrified Forest National Park (Parque Nacional do Bosque Petrificado), no Arizona, nos Estados Unidos
- Sedona, no Arizona, nos Estados Unidos
- Petit Jean State Park (Parque Estatal Petit Jean), no Arkansas, nos Estados Unidos
- Death Valley National Park (Parque Nacional do Vale da Morte), na Califórnia, nos Estados Unidos
- Lava Beds National Monument (Monumento Nacional de Lava Beds), no Lago Tule, na Califórnia, nos Estados Unidos
- Petroglyph National Monument (Monumento Nacional do Petróglifo), no Novo México, nos Estados Unidos
- Three Rivers Petroglyphs (Petróglifos de Three Rivers), no Novo México, nos Estados Unidos
- Arches National Park (Parque Nacional de Arches), em Utah, nos Estados Unidos
- Mina, em Novo Leão, no México

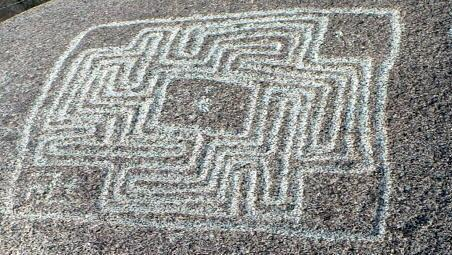
Hemet Maze Stone, em Hemet, na Califórnia, nos Estados Unidos
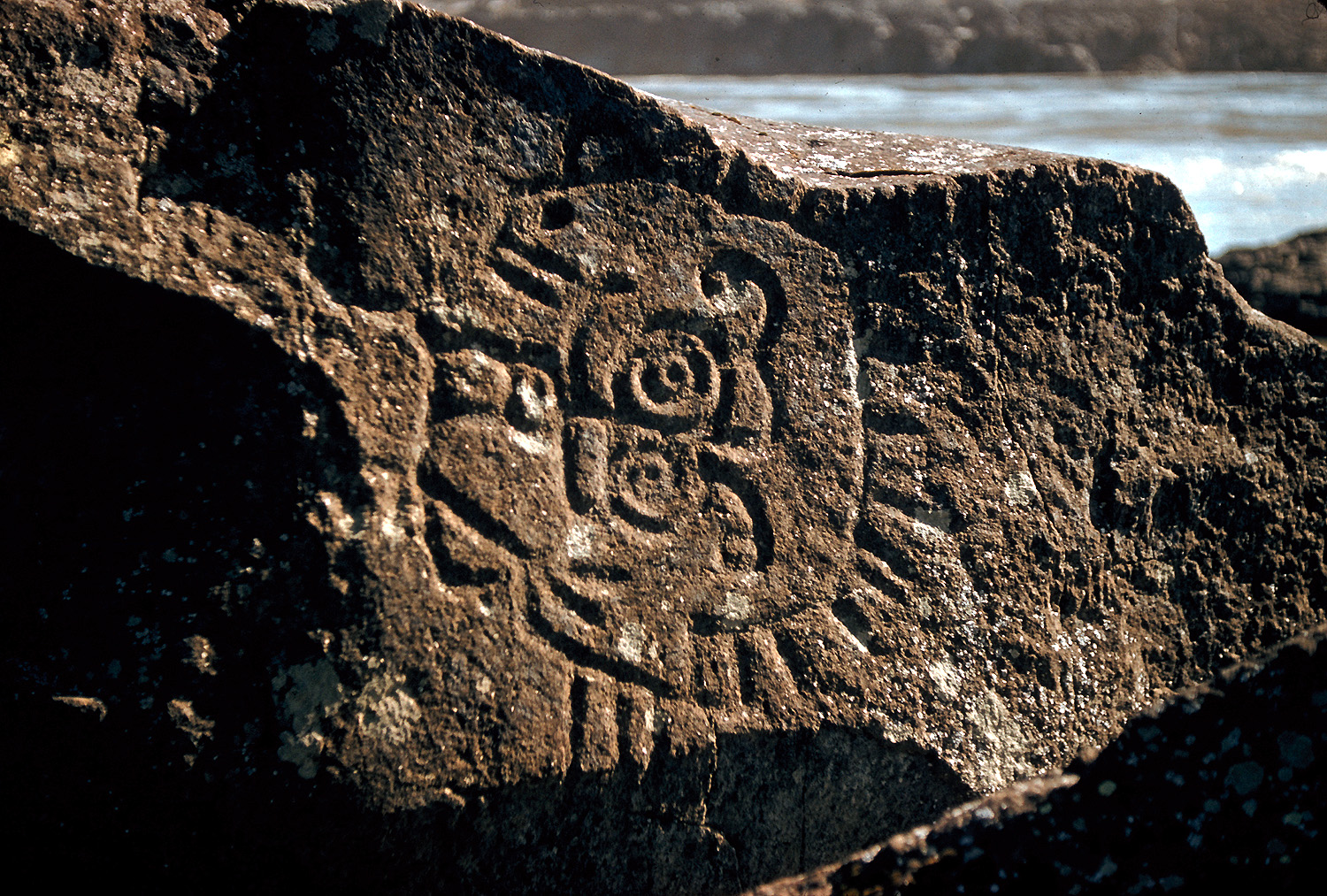
Petróglifo perto do rio Columbia, em Washington, nos Estados Unidos
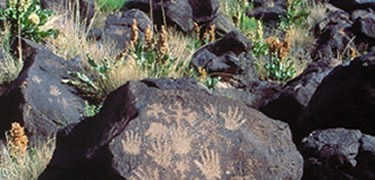
Petróglifos dos indígenas americanos no Petroglyph National Monument, no Novo México, nos Estados Unidos
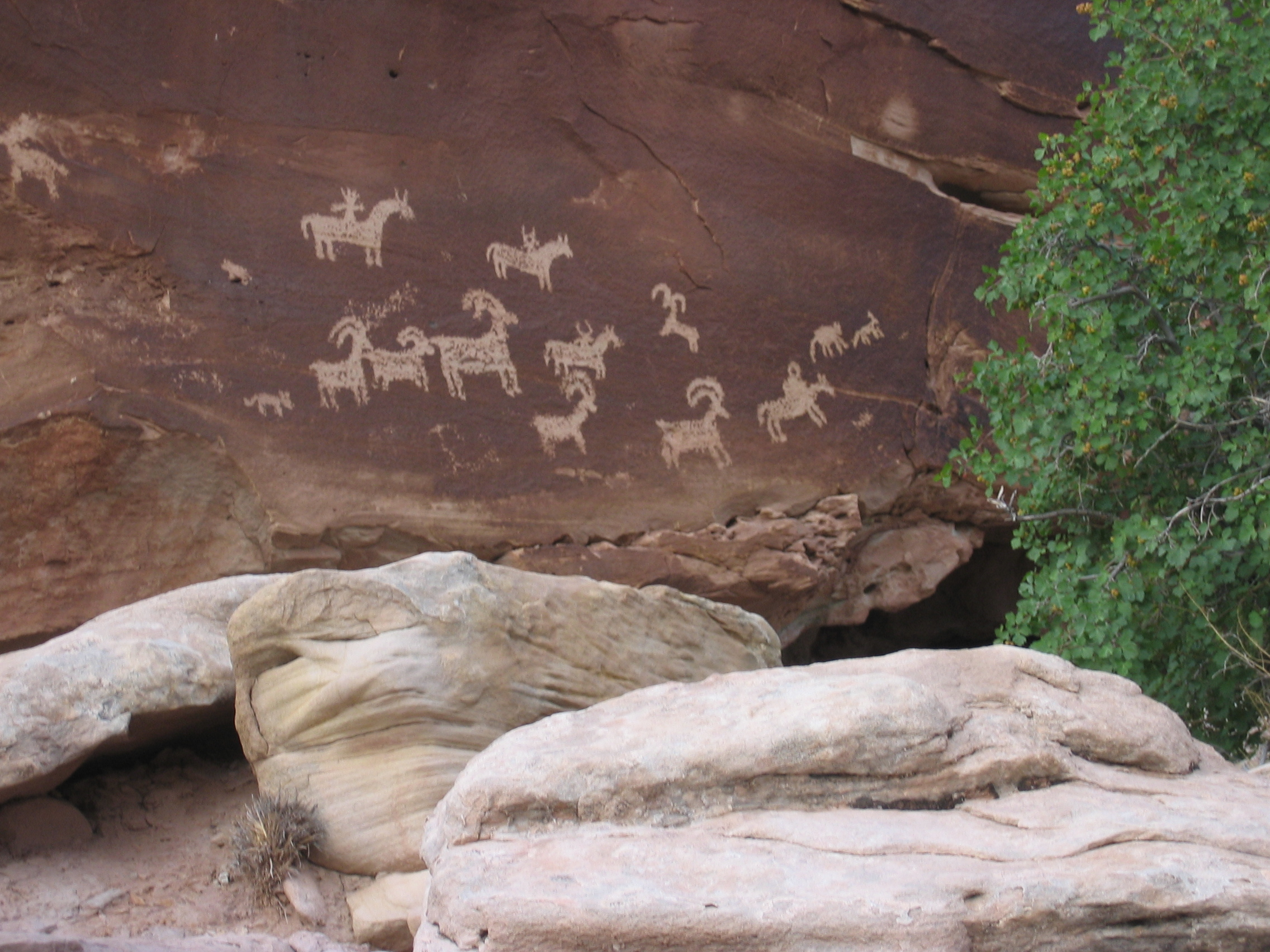
Petróglifos dos indígenas americanos no Arches National Park, em Utah

### Europa
- Museu e Parque Arqueológico Cova Pintada de Gáldar, em Grande Canária, na Espanha
- Parque Arqueológico de Bentayga, em Grande Canária, na Espanha
- Sítio rupestre de Aripe, em Tenerife, na Espanha
- Parque Rural de Frontera, em El Hierro, nas Ilhas Canárias, na Espanha
- Petróglifos de Taganana, em Tenerife, na Espanha
- Parque Nacional de Mercantour, na França
- Rocas com inscrições em forma de taça e anel, em Northumberland, Condado de Durham e norte de Yorkshire, na Inglaterra
- Newgrange, na Irlanda
- Arte Rupestre do Vale Camonica, na Lombardia, na Itália
- Bagnolo stele, na Itália
- Inscrições na roca em Alta e Møllerstufossen, na Noruega
- Gravuras rupestres de Tanum, em Tanumshede (Patrimônio Mundial da UNESCO na Suécia)

#### Portugal
- Sítios de arte rupestre do Vale do Côa, constituem uma rara concentração de arte rupestre composta por gravuras em pedra datadas do Paleolítico Superior (22 000–10 000 a.C.), situada ao longo das margens do rio Côa, nos municípios de Vila Nova de Foz Côa, Figueira de Castelo Rodrigo, Mêda e Pinhel.[1] Com  mais de 1.200 rochas, distribuídas por 20 mil hectares de terreno com manifestações rupestres, sendo predominantes as gravuras paleolíticas, executadas há mais de 25.000 anos. O sítio é classificado como Patrimônio Mundial da UNESCO
- Sítios de arte rupestre do Vale do Tejo, ao longo das margens dos rios Tejo e Ocreza, nos municípios de Vila Velha de Ródão, Nisa e Mação, formando o maior complexo de arte rupestre da Península Ibérica, composto por cerca de 40.000 gravuras, a maioria compreendidas entre o Neolítico antigo e a primeira Idade do Bronze.[2]

#### Portugal e Galiza
As gravuras existentes na Galiza e no Norte de Portugal formam o chamado grupo de Petróglifos galaico-portugueses.  As representações naturalistas ou figurativas são as mais característicos dessa arte rupestre ao ar livre (apesar de ser menos abundantes que as geométricas), e que as diferencia de outras zonas atlânticas.
A maior parte delas são localizadas no sul da Galiza, na província de Pontevedra, na zona costeira que abrange desde a ria de Muros até à desembocadura do rio Minho, e concretamente no vale do rio Lérez. Em Portugal, temos uma primeira zona restrita a faixa costeira do Alto Minho com motivos geométricos, zoomórficos, armas e idoliformes, e outra zona mais extensa que engloba grande parte da região do Minho, Trás-os-Montes e as Beiras com representações esquemáticas e antropomórficas.

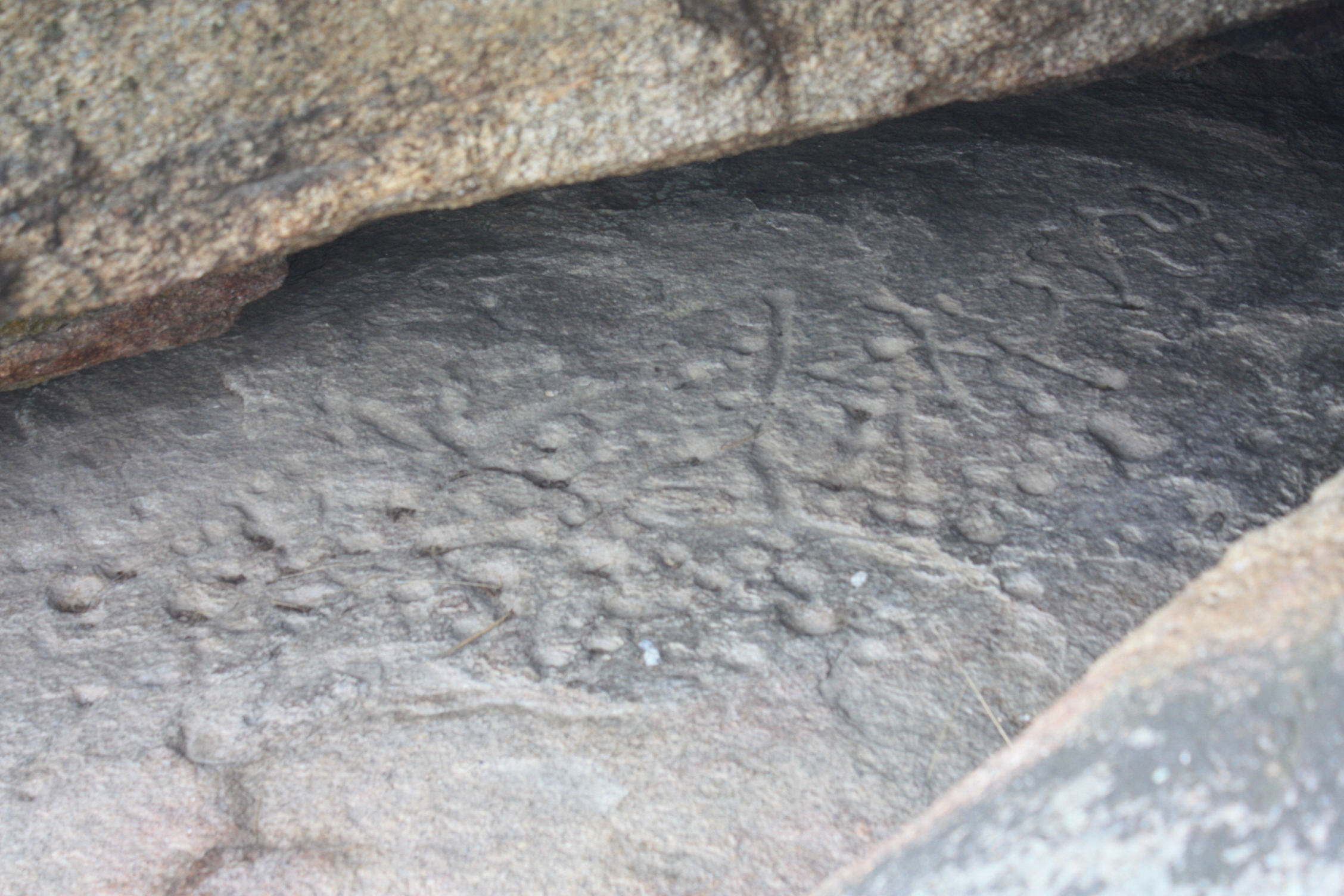
Gravura rupestre da Solhapa, concelho de Miranda do Douro
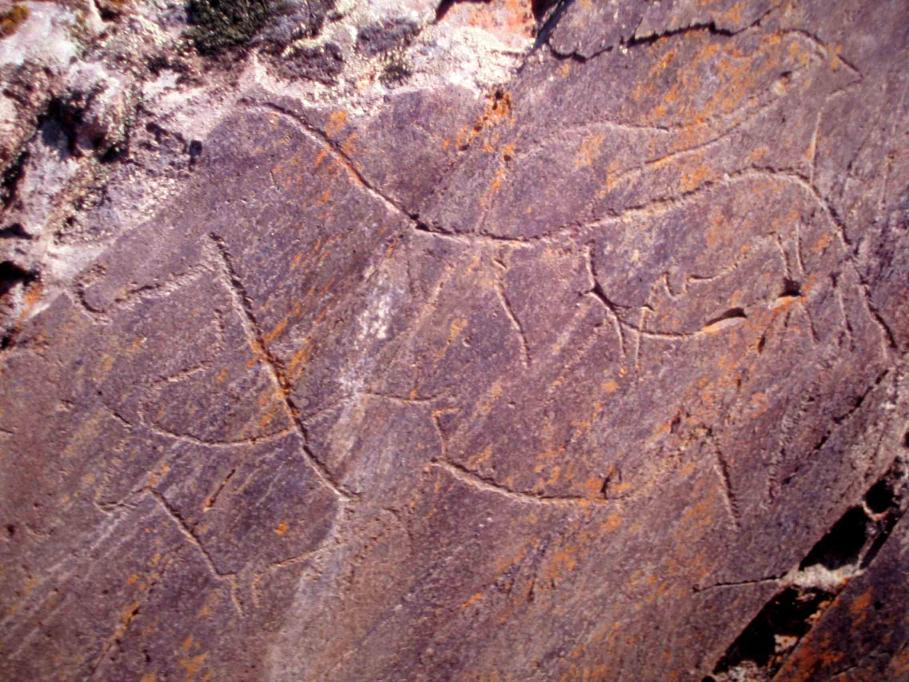
Gravura rupestre - Penascosa - Vila Nova de Foz Côa
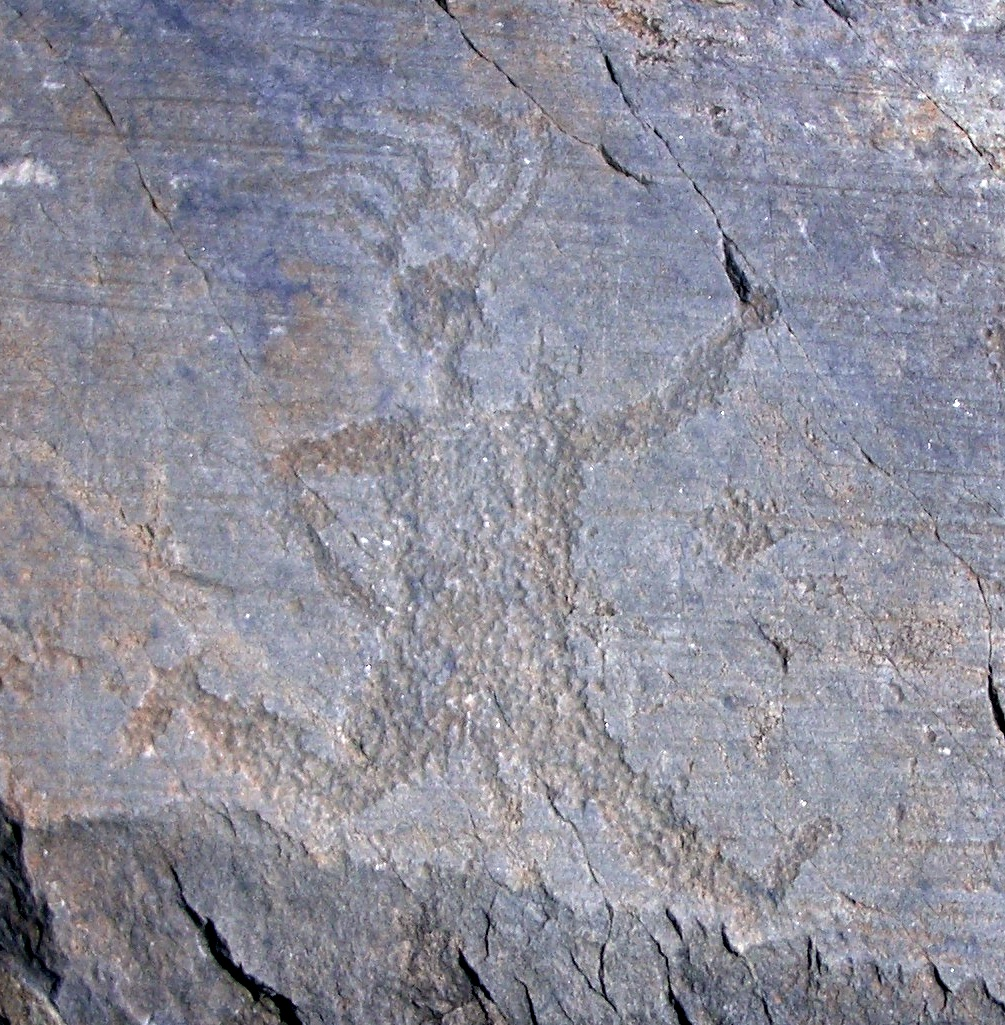
Petróglifo em Valcamonica, Capo di Ponte, na Itália
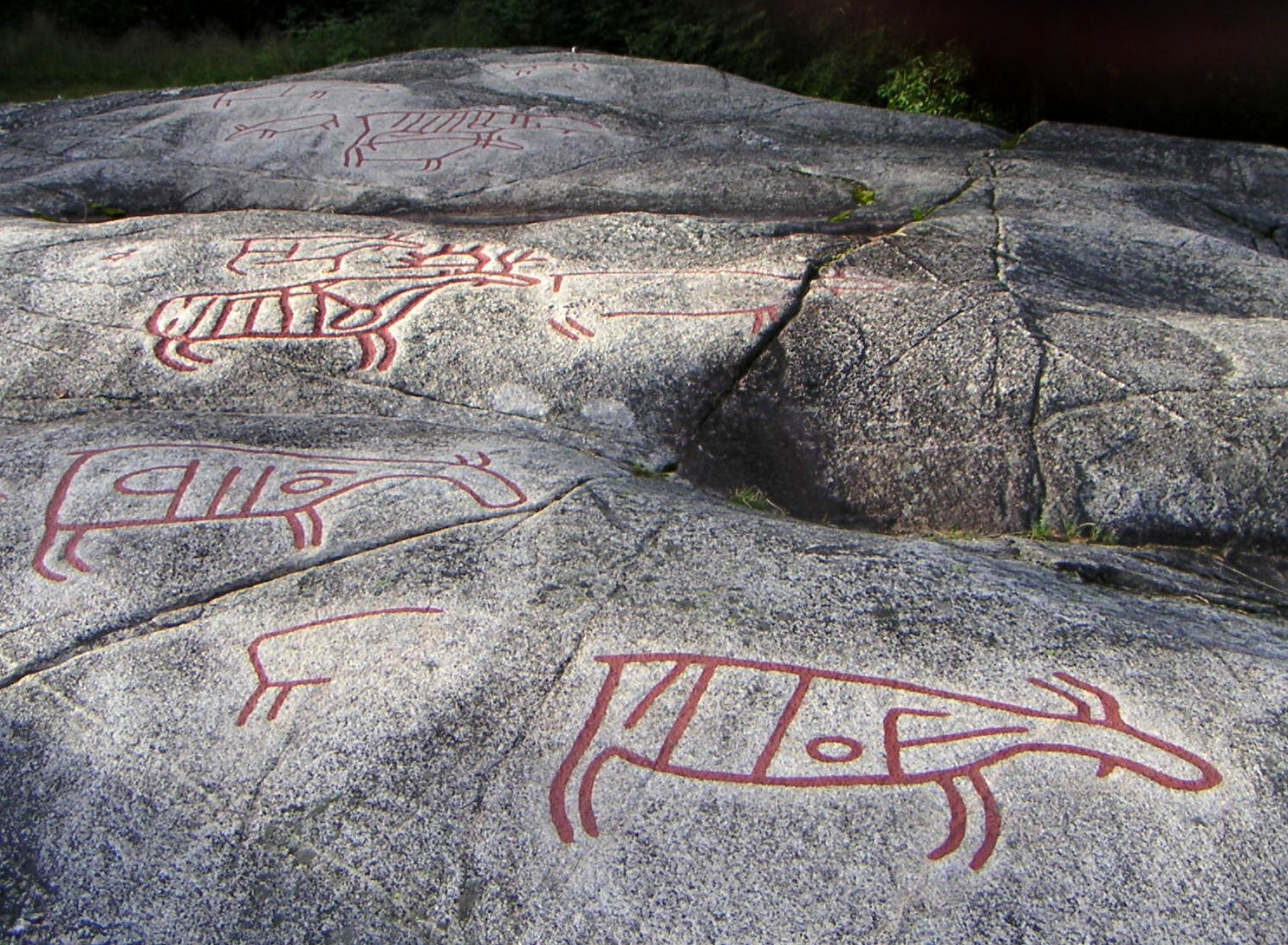
Inscrições em Møllerstufossen, na Noruega, datadas de mais de 6 000 anos
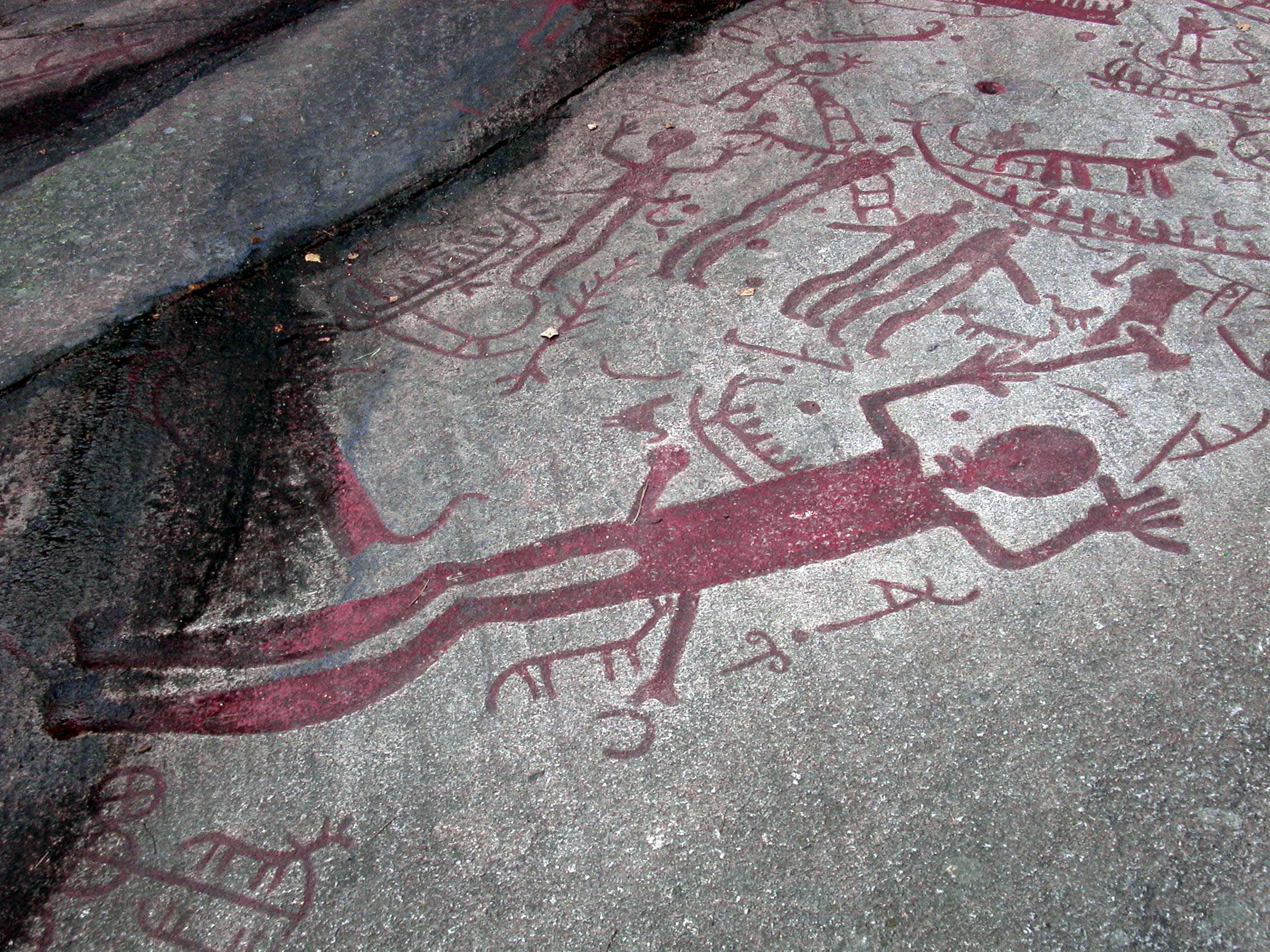
Inscrição chamada "O Sapateiro", em Brastad, na Suécia

### Oriente Médio
- "Rochas com Grafitti", a 110 quilômetros a Sudoeste de Riad, na rodovia a Meca, na Arábia Saudita
- Wadi Faynan, na Jordânia
- Wadi Rum, na Jordânia

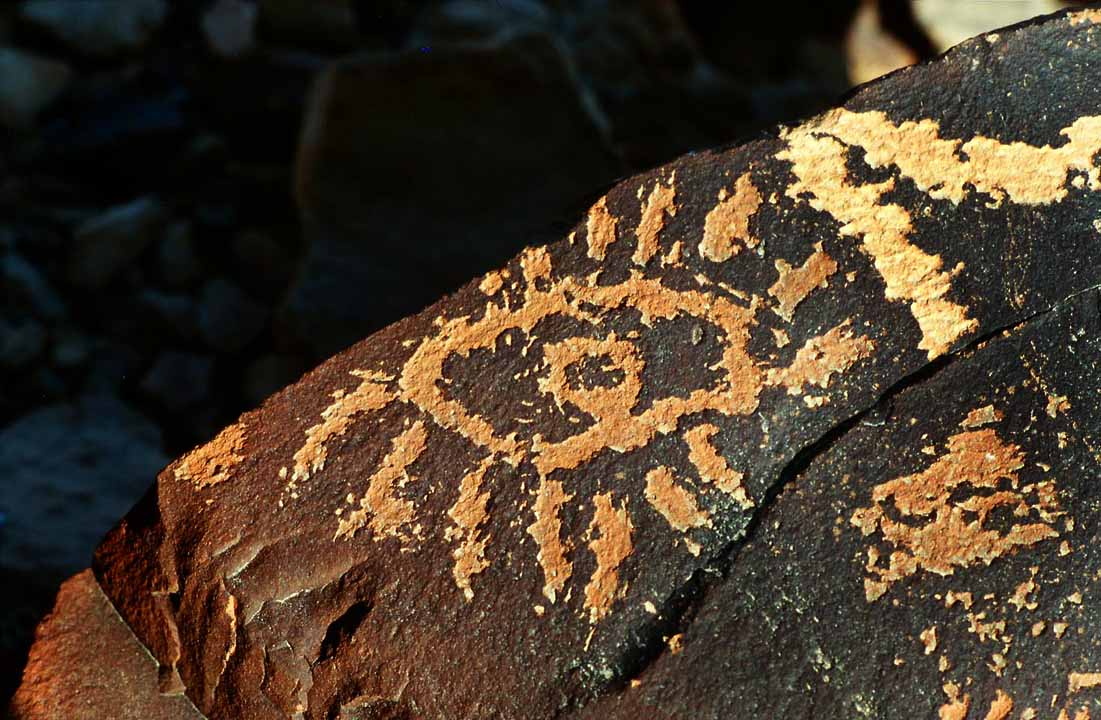
"O olho de Deus" em Israel

## Tipos
1. Abstratos: São desenhos sem uma geometria clara. Podem estar sozinhos ou formando conjuntos.
2. Geométricos: Desenhos que se têm uma geometria clara. Covinhas, cruzes, suásticas, círculos, quadros xadrezados, sóis, etc.
3. Figurativos ou representativos: Simbolizam figuras, quer humanas (pegadas de pés) quer animais (leões, girafas etc.).
4. Objetos: Representam objetos. Flechas, carros, barcos.

Ao não ser uma ciência exata, as conjeturas feitas sobre o significado dos petróglifos são muito extensas. Mas em geral segundo o tipo de petróglifo há uma explicação aproximada.
1. Abstratos: Representam deuses ou constelações.
2. Geométricos: Marcar territórios, uso em cerimônias religiosas.
3. Figurativos ou representativos: Boa sorte para a caça, procura da fertilidade feminina.
4. Objetos: plegárias aos deuses para uma boa caça ou colheita.